# TRTO
TRTO è un termine aeronautico che significa "Type Rating Training Organisation". Viene utilizzato per indicare tutti gli organismi in grado di effettuare un Type rating su determinati tipi di aeromobili.